# Linea Jōban
La linea Jōban (常磐線?, Jōban-sen) è una ferrovia a scartamento ridotto di 368 km situata in Giappone e interamente gestita da JR East. Collega le città di Tokyo e Iwanuma passando per le prefetture di Tokyo, Chiba, Ibaraki, Fukushima e Miyagi. Sebbene la linea inizi ufficialmente alla stazione di Nippori, la maggior parte dei treni a lunga percorrenza parte dalla stazione di Ueno, mentre a nord continuano fino alla stazione di Sendai. Il nome della linea si riferisce alle antiche province di Hitachi (常陸) e Iwaki (磐城). La linea verrà estesa alla stazione di Tokyo grazie alla realizzazione della linea Tōhoku Jūkan attualmente in corso. A seguito del terremoto e maremoto del Tōhoku del 2011 e il disastro di Fukushima Dai-ichi la linea è chiusa al traffico fra le stazioni di Tatsuta e Haranomachi per pericolo radioattivo e tra le stazioni di Sōma e Hamayoshida per ricostruzione post tsunami.

## Storia

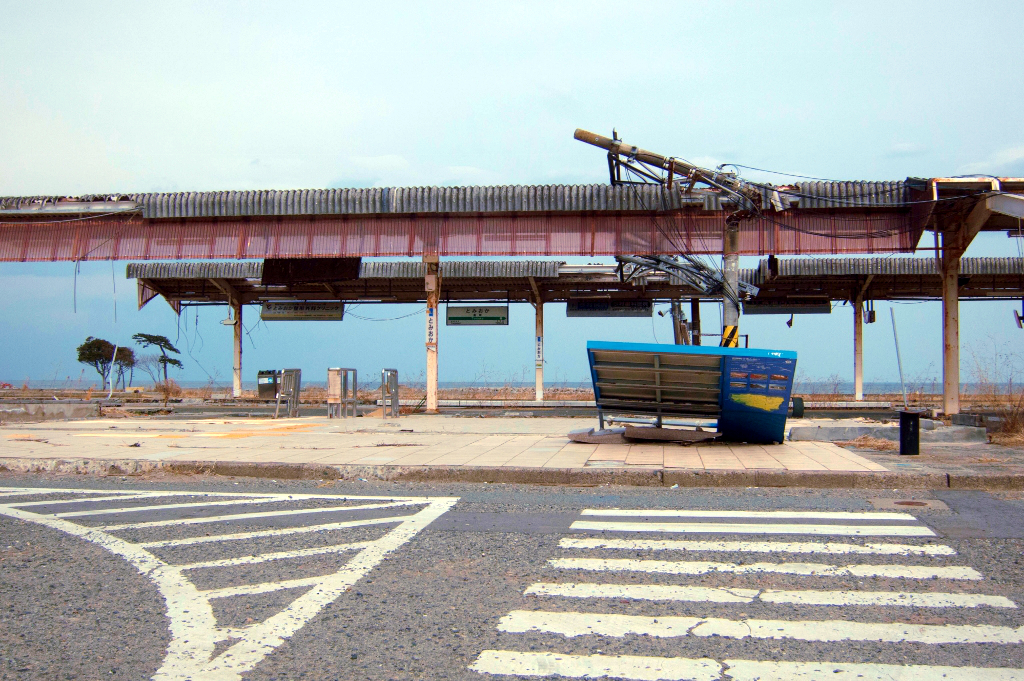
La stazione di Tomioka devastata dallo Tsunami del 2011

La linea iniziò la sua storia il 16 gennaio 1889 con l'apertura della Ferrovia Mito fra Mito e Oyama, estesa l'anno dopo a Nakagawa e infine a Nippori nel 1905. Nel 1906 la ferrovia viene nazionalizzata e dopo tre anni la linea ottenne il nome attuale.
Il 6 luglio 1949 nel corso dell'Incidente Shimoyama fu rinvenuto il corpo di Shinoyama Sadanori, il presidente delle Japan National Railways fra le stazioni di Kita-Senju e Ayase.
Nel 1958 venne avviato il servizio espresso limitato Hatsukari fra Ueno e Aomori che fermava presso le stazioni di Ueno, Mito, Taira e Sendai sulla linea.
Il 3 maggio 1962 avvenne l'incidente di Mikawashima fra quest'ultima stazione e Minami-Senju quando un treno diretto a Iwaki si scontra con un treno diretto a Ueno e un treno merci provocando 160 vittime e 296 feriti. Nello stesso anno iniziarono le elettrificazioni sulla linea, completate nel 1967.
Il 1º aprile 1987 con lo smembramento delle Ferrovie Nazionali, la linea Joban entrò a far parte della rete di JR East, e due anni dopo entra in servizio l'espresso limitato Super Hitachi con l'elettrotreno della serie 651.
Nel 2005 entrò in scena il nuovo treno della serie E531 politensione con l'avvio dei servizi rapidi speciali fra Ueno e Tsuchiura, e nel 2009 la serie E233 per i servizi continuativi sulla linea Chiyoda.

### Conseguenze dello tsunami del 2011
La linea ferroviaria ha subito gravi danni a causa dello tsunami dell'11 marzo 2011. Un treno a 4 carrozze percorrente la linea venne fatto deragliare dalla scossa tellurica e dallo tsunami fra le stazioni di Shinchi e Tomioka. Tutti i passeggeri vennero fatti evacuare prima dell'arrivo dello tsunami. Nella prefettura di Fukushima e di Miyagi parte della linea è stata gravemente danneggiata dalla furia dello Tsunami e quindi chiusa al transito. Sempre nella prefettura di Fukushima, un tratto di ferrovia attorno alla stazione di Tomioka è stata chiusa a causa della vicinanza con la centrale nucleare di Fukushima Dai-ichi e il pericolo per un possibile inquinamento radioattivo. Un altro tratto di ferrovia attorno alla stazione di Sakamoto e in fase di ricostruzione dopo il danneggiamento dovuto allo tsunami. Al momento è in progetto la ricostruzione della linea in una posizione più a monte, con apertura prevista per il 2017, e nel frattempo i treni sono sostituiti da autobus.

## Dati principali
- Gestori, distanze:
  - JR East

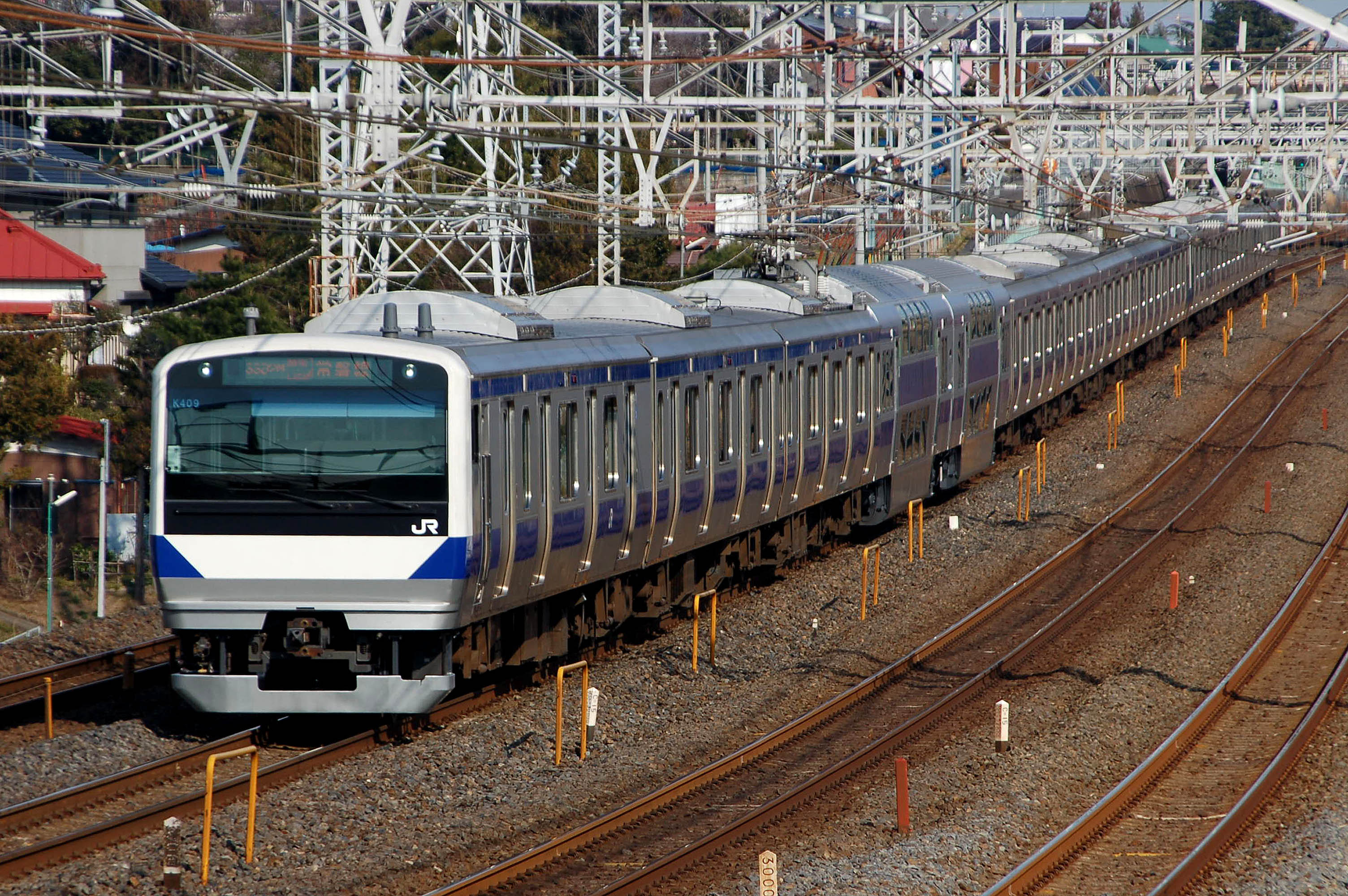
Treno della serie E531

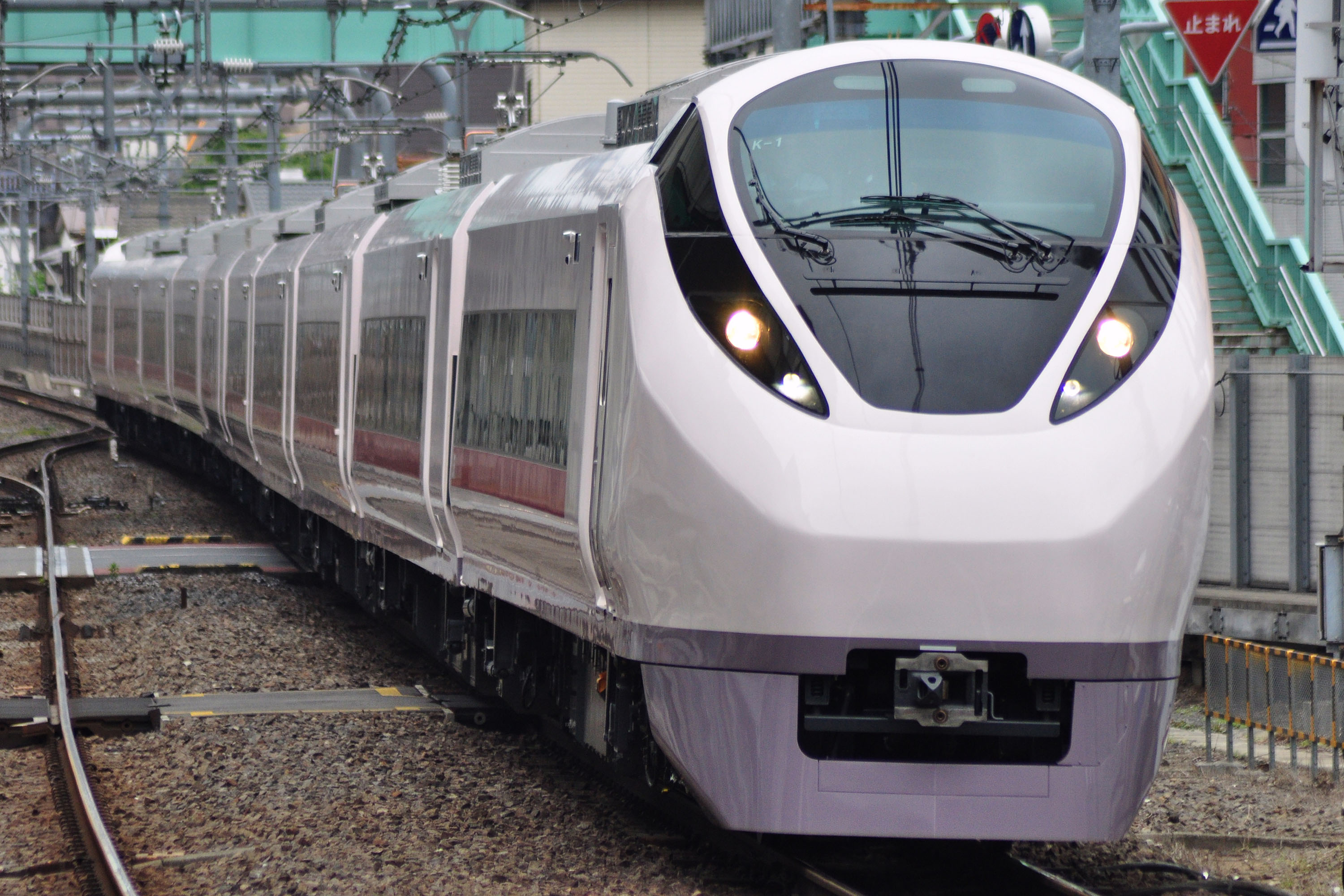
Treno espresso limitato della serie E657

    - Nippori – Haranomachi – Iwanuma: 343,1 km
    - Mikawashima – Sumidagawa – Minami-Senju (Diramazione merci Sumidagawa): 5,7 km
    - Mikawashima – Tabata (Diramazione Tabata): 1,6 km

  - JR Freight
    - Mikawashima – Haranomachi – Iwanuma: 341,9 km
    - Mikawashima – Sumidagawa – Minami-Senju (Diramazione merci Sumidagawa): 5,7 km
    - Mikawashima – Tabata (Diramazione merci Tabata): 1,6 km
- Binari doppi/quadrupli:
  - Quadruplo: Ayase – Toride
  - Doppio: Nippori – Ayase, Toride – Yotsukura, Hirono – Kido, Ōno – Futaba
- Elettrificazione:
  - 1.500 V CC: Nippori – Toride, Mikawashima – Sumidagawa – Minami-Senju, Mikawashima – Tabata
  - 20 kV CA, 50 Hz: Fujishiro – Iwanuma
  - Non elettrificata: Toride – Fujishiro
- Segnalamento:
  - ATC: Ayase – Toride
  - CTC: Tutte le altre sezioni

## Servizi
Prima del disastro nucleare di Fukushima, le operazioni della linea Jōban erano generalmente divise in quattro segmenti:
- Ueno - Toride: con treni locali e rapidi
- Toride - Iwaki: con treni suburbani e intercity oltre Toride
- Iwaki - Haranomachi: treni poco numerosi di tipo locale
- Haranomachi - Sendai: area facente parte dell'area metropolitana di Sendai

Eccezioni:
- Alcuni espressi limitati Super Hitachi che operano fra Ueno e Sendai/Haranomachi.
- Prima del 2007 erano presenti alcuni treni locali che collegavano Iwaki e Ueno/Sendai direttamente.

## Stazioni
I treni fermano alle stazioni in presenza del simbolo "●" e saltano quelle indicate da "｜".
Le stazioni contrassegnate da "∥" sono a doppio binario, mentre quelle con "◇" sono a singolo binario e permettono ai treni di effettuare il sorpasso. In corrispondenza del quadrato grigio      le stazioni sono chiuse in conseguenza al terremoto del Tohoku.
Per quanto riguarda i servizi rapidi nel dettaglio, si rimanda all'articolo specifico.

| Nome ufficiale linea    | Stazione        | Giapponese | Distanza      | Distanza            | Locale                                                                   | Locale                 | Rapido                      | Rapido speciale                                                                                          | Collegamenti | Binari | Posizione | Posizione |
| Nome ufficiale linea    | Stazione        | Giapponese | Interstazione | Totale (da Nippori) | Jōban Kankō                                                              | Altri (media distanza) | Rapido                      | Rapido speciale                                                                                          | Collegamenti | Binari | Posizione | Posizione |
| ----------------------- | --------------- | ---------- | ------------- | ------------------- | ------------------------------------------------------------------------ | ---------------------- | --------------------------- | --- | --- | ------ | --------- | --------- |
| Linea principale Tōhoku | Ueno            | 上野       | -             | 2.2                 | Treni provenienti da Linea Chiyoda                                       | ●                      | ●                           | ● | ■ Linea Jōban ■ Linea Keihin-Tōhoku ■ Linea Takasaki ■ Linea principale Tōhoku ■ Linea Yamanote ■ Tōhoku Shinkansen ■ Hokuriku Shinkansen ■ Jōetsu Shinkansen ■ Yamagata Shinkansen ■ Akita Shinkansen Tokyo Metro Linea Ginza (G-16) Tokyo Metro Linea Hibiya (H-17) Linea Keisei principale (Stazione di Keisei Ueno) | 2      | Taitō     | Tokyo     |
| Linea principale Tōhoku | Nippori         | 日暮里     | 2.2           | 0.0                 | Treni provenienti da Linea Chiyoda                                       | ●                      | ●                           | ● | ■ Linea Keihin-Tōhoku ■ Linea Jōban ■ Linea Yamanote ■ Linea principale Keisei Nippori-Toneri Liner (01) | 2      | Arakawa   | Tokyo     |
| Linea Jōban             | Nippori         | 日暮里     | 2.2           | 0.0                 | Treni provenienti da Linea Chiyoda                                       | ●                      | ●                           | ● | ■ Linea Keihin-Tōhoku ■ Linea Jōban ■ Linea Yamanote ■ Linea principale Keisei Nippori-Toneri Liner (01) | 2      | Arakawa   | Tokyo     |
| Mikawashima             | 三河島          | 1.2        | 1.2           | ●                   | Treni provenienti da Linea Chiyoda                                       | ●                      | ｜                          | | | 2      | Arakawa   | Tokyo     |
| Minami-Senju            | 南千住          | 2.2        | 3.4           | ●                   | Treni provenienti da Linea Chiyoda                                       | ●                      | ｜                          | Tokyo Metro Linea Hibiya (H-20) Tsukuba Express (04)                                                     | | 2      | Arakawa   | Tokyo     |
| Kita-Senju              | 北千住          | 1.8        | 5.2           | ●                   | ●                                                                        | ●                      | ●                           | Tokyo Metro Linea Chiyoda (C-18) Tokyo Metro Linea Hibiya (H-21) Linea Tōbu Isesaki Tsukuba Express (05) | Adachi | 2      |           | Tokyo     |
| Ayase                   | 綾瀬            | 2.5        | 7.7           | ●                   | ｜                                                                       | ｜                     | ｜                          | Tokyo Metro Linea Chiyoda (C-19, diramazione Kita-Ayase)                                                 | Adachi | 2      |           | Tokyo     |
| Kameari                 | 亀有            | 2.2        | 9.9           | ●                   | ｜                                                                       | ｜                     | ｜                          | | Katsushika | 2      |           | Tokyo     |
| Kanamachi               | 金町            | 1.9        | 11.8          | ●                   | ｜                                                                       | ｜                     | ｜                          | ■ Linea Keisei Kanamachi                                                                                 | Katsushika | 4      |           | Tokyo     |
| Matsudo                 | 松戸            | 3.9        | 15.7          | ●                   | ●                                                                        | ●                      | ●                           | ■ Linea Shin-Keisei                                                                                      | Matsudo | 4      | Chiba     |           |
| Kita-Matsudo            | 北松戸          | 2.1        | 17.8          | ●                   | ｜                                                                       | ｜                     | ｜                          | | Matsudo | 4      | Chiba     |           |
| Mabashi                 | 馬橋            | 1.3        | 19.1          | ●                   | ｜                                                                       | ｜                     | ｜                          | ■ Linea Nagareyama                                                                                       | Matsudo | 4      | Chiba     |           |
| Shin-Matsudo            | 新松戸          | 1.6        | 20.7          | ●                   | ｜                                                                       | ｜                     | ｜                          | ■ Linea Musashino ■ Linea Nagareyama (Kōya)                                                              | Matsudo | 4      | Chiba     |           |
| Kita-Kogane             | 北小金          | 1.3        | 22.0          | ●                   | ｜                                                                       | ｜                     | ｜                          | | Matsudo | 4      | Chiba     |           |
| Minami-Kashiwa          | 南柏            | 2.5        | 24.5          | ●                   | ｜                                                                       | ｜                     | ｜                          | | Kashiwa | 4      | Chiba     |           |
| Kashiwa                 | 柏              | 2.4        | 26.9          | ●                   | ●                                                                        | ●                      | ●                           | ■ Linea Tōbu Noda                                                                                        | Kashiwa | 4      | Chiba     |           |
| Kita-Kashiwa            | 北柏            | 2.3        | 29.2          | ●                   | ｜                                                                       | ｜                     | ｜                          | | Kashiwa | 4      | Chiba     |           |
| Abiko                   | 我孫子          | 2.2        | 31.3          | ●                   | ●                                                                        | ●                      | ｜                          | ■ Linea Narita (Diramazione Abiko)                                                                       | Abiko | 4      | Chiba     |           |
| Tennōdai                | 天王台          | 2.7        | 34.0          | ●                   | ●                                                                        | ●                      | ｜                          | | Abiko | 4      | Chiba     |           |
| Toride                  | 取手            | 3.4        | 37.4          | ○                   | ●                                                                        | ●                      | ●                           | ■ Linea Jōsō                                                                                             | Toride | 4      | Ibaraki   |           |
| Fujishiro               | 藤代            | 6.0        | 43.4          |                     | ●                                                                        |                        | ●                           | | Toride | 2      | Ibaraki   |           |
| Ryūgasakishi            | 龍ヶ崎市        | 2.1        | 45.5          | ●                   | ●                                                                        | ■ Linea Ryūgasaki      | Ryūgasaki                   | | | 2      | Ibaraki   |           |
| Ushiku                  | 牛久            | 5.1        | 50.6          | ●                   | ●                                                                        |                        | Ushiku                      | | | 2      | Ibaraki   |           |
| Hitachino-Ushiku        | ひたち野 うしく | 3.9        | 54.5          | ●                   | ●                                                                        |                        | Ushiku                      | | | 2      | Ibaraki   |           |
| Arakawaoki              | 荒川沖          | 2.7        | 57.2          | ●                   | ●                                                                        |                        | Tsuchiura                   | | | 2      | Ibaraki   |           |
| Tsuchiura               | 土浦            | 6.6        | 63.8          | ●                   | ●                                                                        |                        | Tsuchiura                   | | | 2      | Ibaraki   |           |
| Kandatsu                | 神立            | 6.1        | 69.9          | ●                   |                                                                          |                        | Tsuchiura                   | | | 2      | Ibaraki   |           |
| Takahama                | 高浜            | 6.5        | 76.4          | ●                   |                                                                          | Ishioka                |                             | | | 2      | Ibaraki   |           |
| Ishioka                 | 石岡            | 3.6        | 80.0          | ●                   |                                                                          | Ishioka                |                             | | | 2      | Ibaraki   |           |
| Hatori                  | 羽鳥            | 6.5        | 86.5          | ●                   |                                                                          | Omitama                |                             | | | 2      | Ibaraki   |           |
| Iwama                   | 岩間            | 5.4        | 91.9          | ●                   |                                                                          | Kasama                 |                             | | | 2      | Ibaraki   |           |
| Tomobe                  | 友部            | 6.9        | 98.8          | ●                   | ■ Linea Mito (alcuni treni diretti a Mito)                               | Kasama                 |                             | | | 2      | Ibaraki   |           |
| Uchihara                | 内原            | 4.7        | 103.5         | ●                   |                                                                          | Mito                   |                             | | | 2      | Ibaraki   |           |
| Akatsuka                | 赤塚            | 5.8        | 109.3         | ●                   |                                                                          | Mito                   |                             | | | 2      | Ibaraki   |           |
| Kairakuen               | 偕楽園          | -          | -             | ●                   |                                                                          | Mito                   |                             | | | 2      | Ibaraki   |           |
| Mito                    | 水戸            | 6.0        | 115.3         | ●                   | ■ Linea Suigun ■ Linea Ōarai-Kashima                                     | Mito                   |                             | | | 2      | Ibaraki   |           |
| Katsuta                 | 勝田            | 5.8        | 121.1         | ●                   | ■ Linea Minato                                                           | Hitachinaka            |                             | | | 2      | Ibaraki   |           |
| Sawa                    | 佐和            | 4.2        | 125.3         | ●                   |                                                                          | Hitachinaka            |                             | | | 2      | Ibaraki   |           |
| Tōkai                   | 東海            | 4.7        | 130.0         | ●                   |                                                                          | Tōkai, Naka            |                             | | | 2      | Ibaraki   |           |
| Ōmika                   | 大甕            | 7.4        | 137.4         | ●                   |                                                                          | Hitachi                |                             | | | 2      | Ibaraki   |           |
| Hitachi-Taga            | 常陸多賀        | 4.6        | 142.0         | ●                   |                                                                          | Hitachi                |                             | | | 2      | Ibaraki   |           |
| Hitachi                 | 日立            | 4.9        | 146.9         | ●                   |                                                                          | Hitachi                |                             | | | 2      | Ibaraki   |           |
| Ogitsu                  | 小木津          | 5.5        | 152.4         | ●                   |                                                                          | Hitachi                |                             | | | 2      | Ibaraki   |           |
| Jūō                     | 十王            | 4.2        | 156.6         | ●                   |                                                                          | Hitachi                |                             | | | 2      | Ibaraki   |           |
| Takahagi                | 高萩            | 5.9        | 162.5         | ●                   |                                                                          | Takahagi               |                             | | | 2      | Ibaraki   |           |
| Minami-Nakagō           | 南中郷          | 4.5        | 167.0         | ●                   |                                                                          | Kitaibaraki            |                             | | | 2      | Ibaraki   |           |
| Isohara                 | 磯原            | 4.6        | 171.6         | ●                   |                                                                          | Kitaibaraki            |                             | | | 2      | Ibaraki   |           |
| Ōtsukō                  | 大津港          | 7.1        | 178.7         | ●                   |                                                                          | Kitaibaraki            |                             | | | 2      | Ibaraki   |           |
| Nakoso                  | 勿来            | 4.5        | 183.2         | ●                   |                                                                          | Iwaki                  | Fukushima                   | | | 2      |           |           |
| Ueda                    | 植田            | 4.6        | 187.8         | ●                   |                                                                          | Iwaki                  | Fukushima                   | | | 2      |           |           |
| Izumi                   | 泉              | 7.2        | 195.0         | ●                   |                                                                          | Iwaki                  | Fukushima                   | | | 2      |           |           |
| Yumoto                  | 湯本            | 6.5        | 201.5         | ●                   |                                                                          | Iwaki                  | Fukushima                   | | | 2      |           |           |
| Uchigō                  | 内郷            | 3.5        | 205.0         | ●                   |                                                                          | Iwaki                  | Fukushima                   | | | 2      |           |           |
| Iwaki                   | いわき          | 4.4        | 209.4         | ●                   | ■ Linea Ban'etsu Orientale                                               | Iwaki                  | Fukushima                   | ∥ | |        |           |           |
| Kusano                  | 草野            | 5.4        | 214.8         | ●                   |                                                                          | Iwaki                  | Fukushima                   | ∥ | |        |           |           |
| Yotsukura               | 四ツ倉          | 4.4        | 219.2         | ●                   |                                                                          | Iwaki                  | Fukushima                   | v | |        |           |           |
| Hisanohama              | 久ノ浜          | 4.8        | 224.0         | ●                   |                                                                          | Iwaki                  | Fukushima                   | ◇ | |        |           |           |
| Suetsugi                | 末続            | 3.6        | 227.6         | ●                   |                                                                          | Iwaki                  | Fukushima                   | ◇ | |        |           |           |
| Hirono                  | 広野            | 4.8        | 232.4         | ●                   |                                                                          | ^                      | Fukushima                   | Hirono, Futaba                                                                                           | |        |           |           |
| Kido                    | 木戸            | 5.4        | 237.8         | ●                   |                                                                          | v                      | Fukushima                   | Naraha, Futaba                                                                                           | |        |           |           |
| Tatsuta                 | 竜田            | 3.1        | 240.9         | ●                   |                                                                          | ◇                      | Fukushima                   | Naraha, Futaba                                                                                           | |        |           |           |
| Tomioka                 | 富岡            | 6.9        | 247.8         | ●                   |                                                                          | ◇                      | Fukushima                   | Tomioka, Futaba                                                                                          | |        |           |           |
| Yonomori                | 夜ノ森          | 5.2        | 253.0         | ●                   |                                                                          | ◇                      | Fukushima                   | Tomioka, Futaba                                                                                          | |        |           |           |
| Ono                     | 大野            | 4.9        | 257.9         | ●                   |                                                                          | ^                      | Fukushima                   | Ōkuma, Futaba                                                                                            | |        |           |           |
| Futaba                  | 双葉            | 5.8        | 263.7         | ●                   |                                                                          | v                      | Fukushima                   | Futaba, Futaba                                                                                           | |        |           |           |
| Namie                   | 浪江            | 4.9        | 268.6         | ●                   |                                                                          | ◇                      | Fukushima                   | Namie, Futaba                                                                                            | |        |           |           |
| Momouchi                | 桃内            | 4.9        | 273.5         | ●                   |                                                                          | ◇                      | Fukushima                   | Minamisōma                                                                                               | |        |           |           |
| Odaka                   | 小高            | 4.0        | 277.5         | ●                   |                                                                          | ◇                      | Fukushima                   | Minamisōma                                                                                               | |        |           |           |
| Iwaki-Ōta               | 磐城太田        | 4.9        | 282.4         | ●                   |                                                                          | ◇                      | Fukushima                   | Minamisōma                                                                                               | |        |           |           |
| Haranomachi             | 原ノ町          | 4.5        | 286.9         | ●                   |                                                                          | ◇                      | Fukushima                   | Minamisōma                                                                                               | |        |           |           |
| Kashima                 | 鹿島            | 7.5        | 294.4         | ●                   |                                                                          | ◇                      | Fukushima                   | Minamisōma                                                                                               | |        |           |           |
| Nittaki                 | 日立木          | 6.7        | 301.1         | ●                   |                                                                          | ◇                      | Fukushima                   | Sōma | |        |           |           |
| Sōma                    | 相馬            | 5.9        | 307.0         | ●                   |                                                                          | ◇                      | Fukushima                   | Sōma | |        |           |           |
| Komagamine              | 駒ヶ嶺          | 4.4        | 311.4         | ●                   |                                                                          | ◇                      | Fukushima                   | Shinchi, Sōma                                                                                            | |        |           |           |
| Shinchi                 | 新地            | 4.4        | 315.8         | ●                   |                                                                          | ◇                      | Fukushima                   | Shinchi, Sōma                                                                                            | |        |           |           |
| Sakamoto                | 坂元            | 5.4        | 321.2         | ●                   |                                                                          | ◇                      | Yamamoto, Watari            | Miyagi                                                                                                   | |        |           |           |
| Yamashita               | 山下            | 4.5        | 325.7         | ●                   |                                                                          | ◇                      | Yamamoto, Watari            | Miyagi                                                                                                   | |        |           |           |
| Hamayoshida             | 浜吉田          | 3.9        | 329.6         | ●                   |                                                                          | ◇                      | Watari, Distretto di Watari | Miyagi                                                                                                   | |        |           |           |
| Watari                  | 亘理            | 5.0        | 334.6         | ●                   |                                                                          | ◇                      | Watari, Distretto di Watari | Miyagi                                                                                                   | |        |           |           |
| Ōkuma                   | 逢隈            | 3.2        | 337.8         | ●                   |                                                                          | ◇                      | Watari, Distretto di Watari | Miyagi                                                                                                   | |        |           |           |
| Iwanuma                 | 岩沼            | 5.3        | 343.1         | ●                   | ■ Linea Principale Tōhoku (per Fukushima)                                | ^                      | Iwanuma                     | Miyagi                                                                                                   | |        |           |           |
| Iwanuma                 | 岩沼            | 5.3        | 343.1         | ●                   | ■ Linea Principale Tōhoku (per Fukushima)                                | ^                      | Iwanuma                     | Miyagi                                                                                                   | Linea Principale Tōhoku |        |           |           |
| Tatekoshi               | 館腰            | 3.7        | 346.8         | ●                   |                                                                          | 2                      | Natori                      | Miyagi                                                                                                   | |        |           |           |
| Natori                  | 名取            | 3.5        | 350.3         | ●                   | ■ Linea Sendai Aeroporto                                                 | 2                      | Natori                      | Miyagi                                                                                                   | |        |           |           |
| Minami-Sendai           | 南仙台          | 2.7        | 353.0         | ●                   |                                                                          | 2                      | Taihaku-ku Sendai           | Miyagi                                                                                                   | |        |           |           |
| Taishidō                | 太子堂          | 2.2        | 355.2         | ●                   |                                                                          | 2                      | Taihaku-ku Sendai           | Miyagi                                                                                                   | |        |           |           |
| Nagamachi               | 長町            | 1.0        | 356.2         | ●                   | ■ Linea Nanboku                                                          | 2                      | Taihaku-ku Sendai           | Miyagi                                                                                                   | |        |           |           |
| Sendai                  | 仙台            | 4.5        | 360.7         | ●                   | ■ Linea principale Tōhoku ■ Linea Senseki ■ Linea Senzan ■ Linea Nanboku | 2                      | Aoba-ku, Sendai             | Miyagi                                                                                                   | |        |           |           |